# Mauricio Martínez
Mauricio Leonel „Caramelo” Martínez (ur. 20 lutego 1993 w Santo Tomé) – argentyński piłkarz występujący na pozycji defensywnego pomocnika lub środkowego obrońcy, od 2025 roku zawodnik Uniónu Santa Fe.